# Karpacz
Karpacz [ˈkarpaʧ] (deutsch Krummhübel, schlesisch Krummahiebel) ist eine Stadt im Powiat Karkonoski der Woiwodschaft Niederschlesien in Polen. Die Stadt gehört der Euroregion Neiße an.

## Geographische Lage

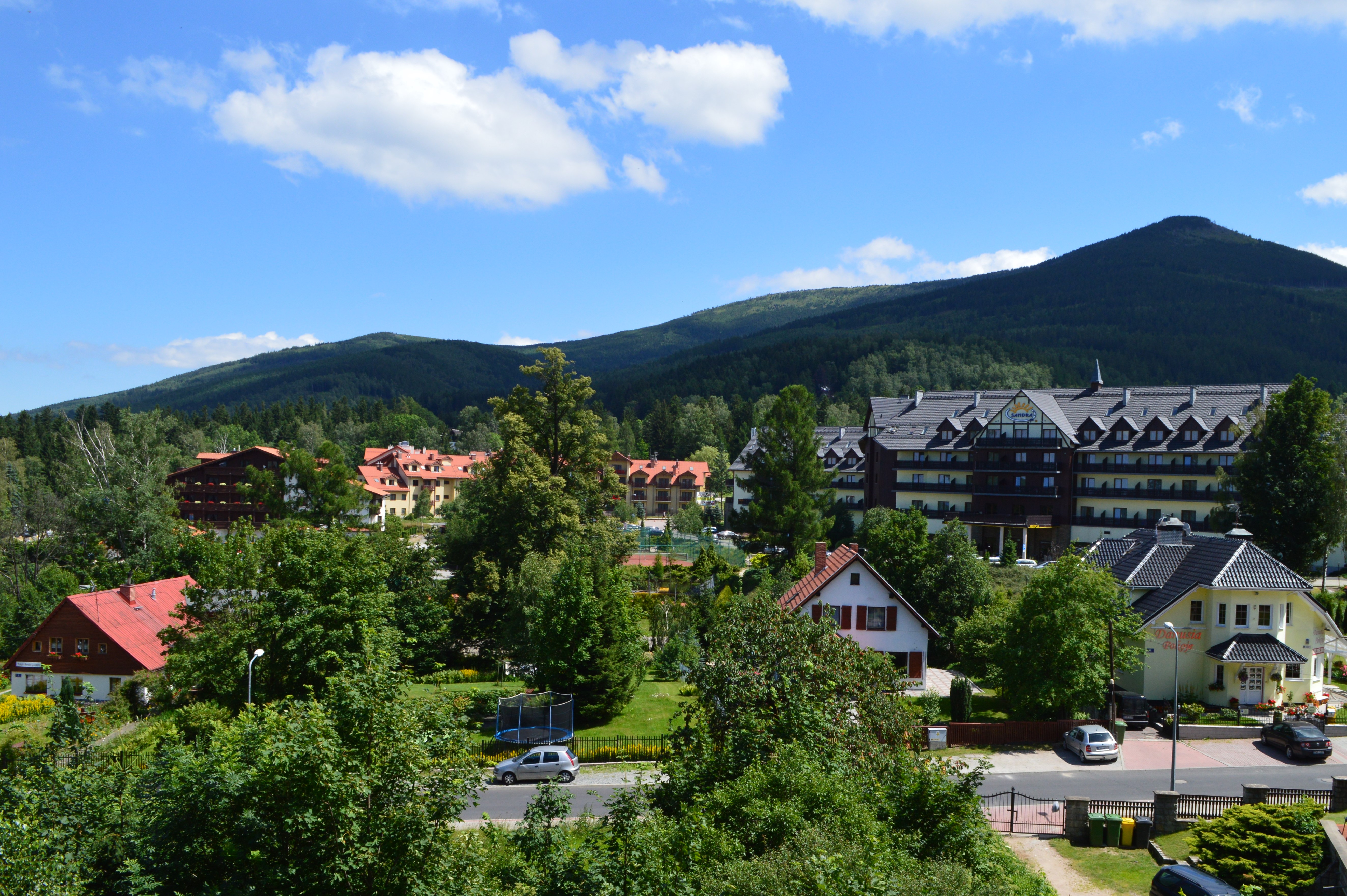
Gesamtansicht

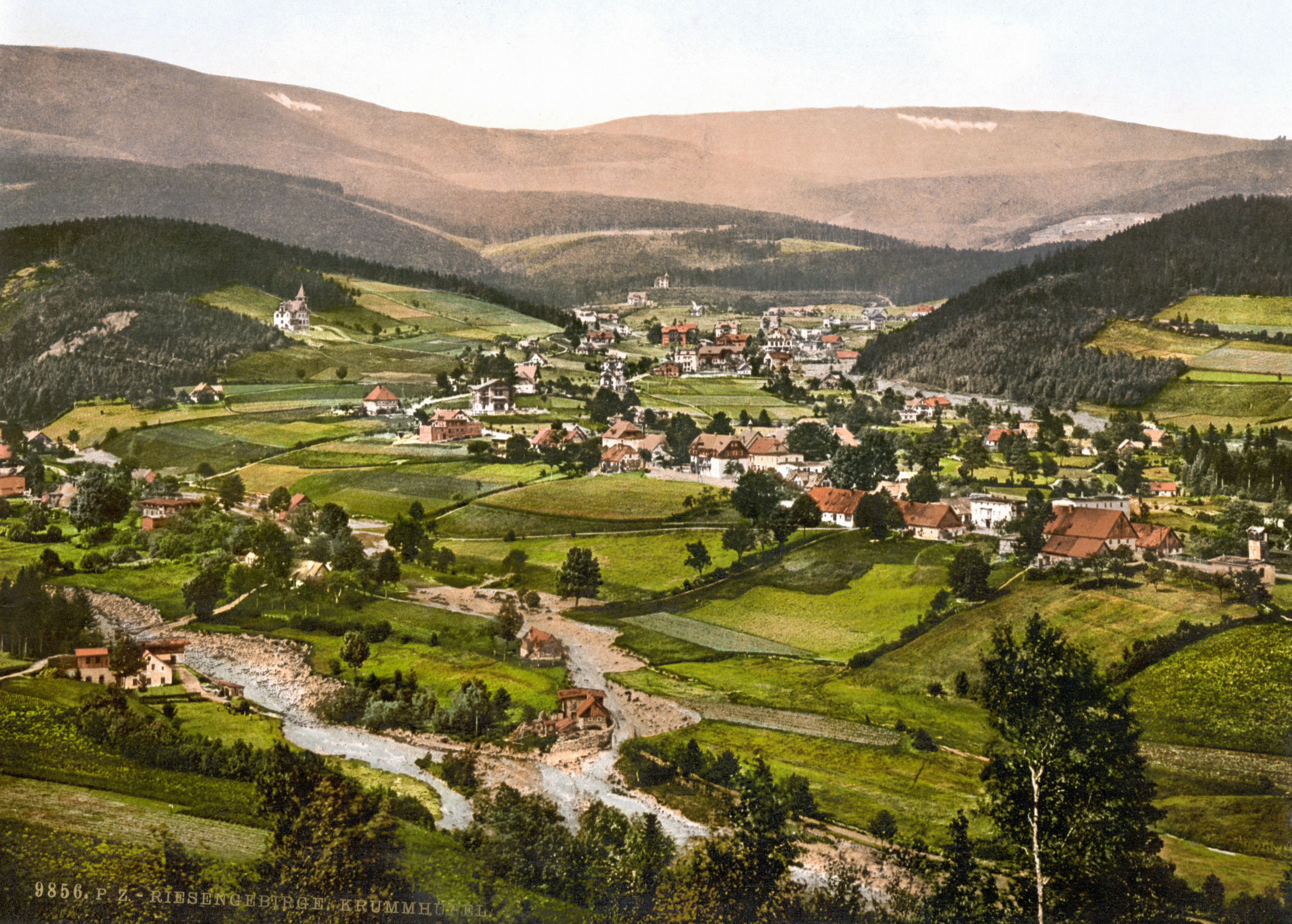
Krummhübel um 1900

Karpacz liegt im Riesengebirge im Tal der Großen Lomnitz. Die Ortsmitte befindet sich auf 630 m n.p.m. Höhe. Unmittelbar südlich, an der Grenze zu Tschechien, erhebt sich die Schneekoppe (1603 m n.m.), der höchste Berg des Riesengebirges. Nördlich und westlich von Karpacz schließen sich die Vorberge des Riesengebirges an, die Höhen von 700 bis 900 m erreichen.

## Geschichte

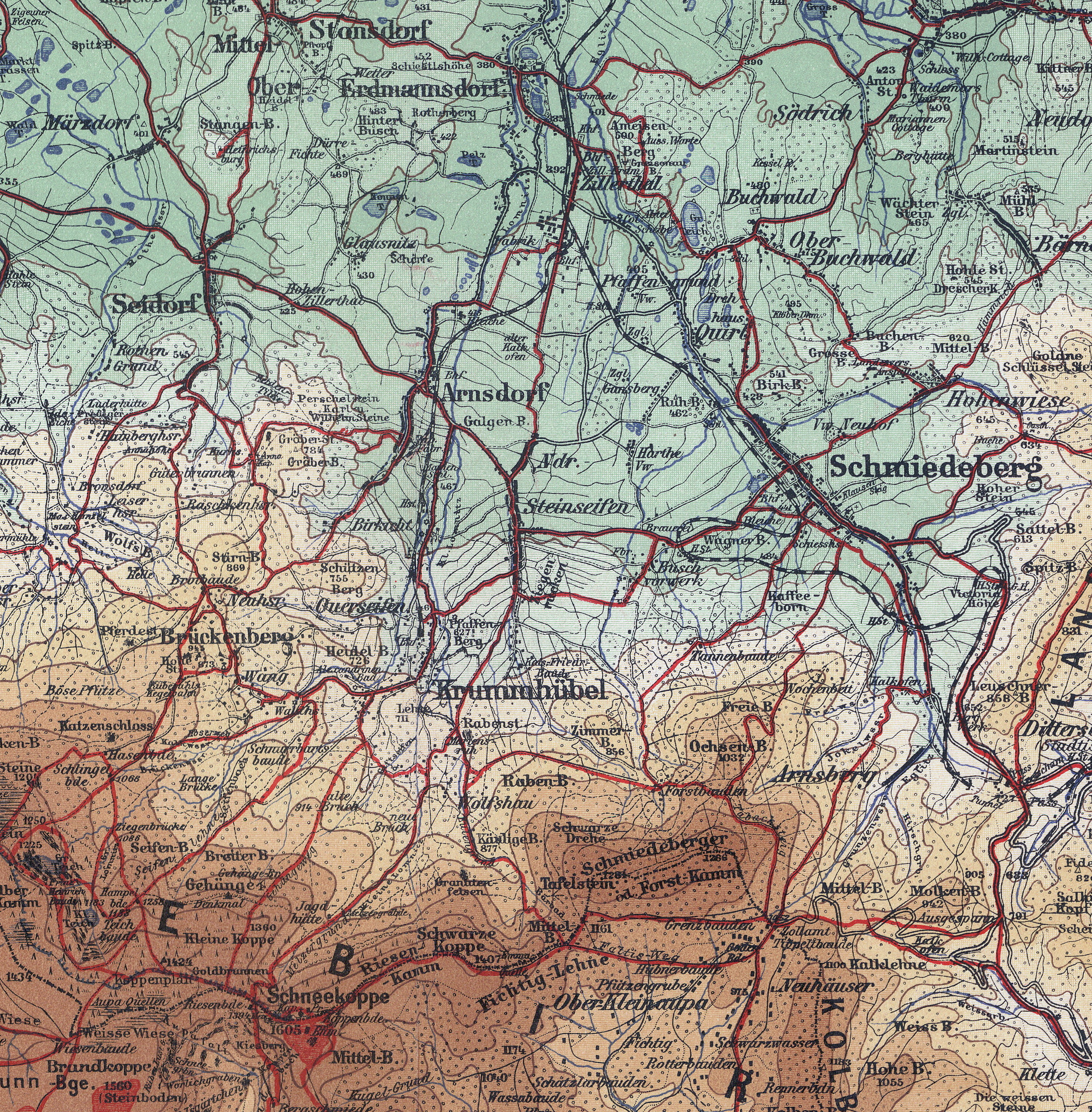
Krummhübel auf einer Landkarte um 1900

Karpacz (deutsch Krummhübel) wurde erstmals 1599 als Blei- und Eisenmine für den Bergbau erwähnt. Es gehörte zum Fürstentum Schweidnitz-Jauer, das bereits 1392 erbrechtlich an die Krone Böhmen gefallen war. Um die Mitte des 16. Jahrhunderts entstand um das Bergwerk eine Holzarbeitersiedlung, für die 1599 „25 Possessionen, worunter 2 Handwerker und 1 Barbier“ belegt sind. Um 1622 zogen Glaubensflüchtlinge aus Böhmen nach Krummhübel. Um die Wende vom 17. zum 18. Jahrhundert wurde an der Großen Plomnitz die Siedlung Neuhäuser und an der Kleinen Lomnitz, die auch als Plagnitz bezeichnet wurde, entstanden weitere Wohnbauten. Damals wurde zeitweise der Ortsname „Cromhübel und Plagnitz“ verwendet.
Bekannt wurde Krummhübel durch die sogenannten „Laboranten“, die aus den einheimischen Kräutern Arzneimittel herstellten und diese weit über Schlesien hinaus, u. a. nach Polen und Russland vertrieben. Diese hatten sich bereits Ende des 17. Jahrhunderts in einer zunftähnlichen Organisation zusammengeschlossen, die im 18. Jahrhundert eine Blütezeit erlebte. Durch staatliche Verordnungen wurden die Kräutersammler Anfang des 19. Jahrhunderts in ihrer Tätigkeit eingeschränkt, wodurch die Laborantenzunft eingegangen ist. Der letzte Laborant war Ernst August Zölfel († 1884), den Theodor Fontane in seinem Werk „Der letzte Laaborant“ geschildert hatte.
Um 1745 hatte das Dorf eine evangelische Grundschule, die in angemieteten Räumen untergebracht war; 1772 wurde ein hölzernes Schulhaus gebaut. Um 1840 waren die Dorfbewohner auf die evangelische und die katholische Kirche im nördlich gelegenen Arnsdorf angewiesen. Das zuständige Patrimonialgericht befand sich ebenfalls in Arnsdorf. Am Ort gab es ein altes, stillgelegtes Bergwerk, eine Wassermühle, eine Papiermühle (eine Bütte), zwei Ziegeleien, mehrere Webstühle für die Herstellung von Baumwollstoffen und Leinen, eine Walkmühle und eine Reihe von weiteren Handwerksbetrieben.
Krummhübel war vor Ende des 19. Jahrhunderts ein Hauptsitz professioneller Sammler von Heilpflanzen, die der geschlossenen Gilde der Laboranten oder Landapotheker angehörten. Sie bildeten Lehrlinge aus, die nach fünfjähriger Lehrzeit das Recht erwarben, nach ärztlichen Vorgaben Arzneimittel zuzubereiten. Sie verkauften die Heilmittel auch auf Märkten und ins Ausland. Um 1840 hatte die Gilde in Krummhübel 18 Mitglieder und im Gebirge 27. Die Zunft war durch zwei Prager Studenten der Medizin entstanden, die um 1700 hierher geflohen waren, um sich einem Duell zu entziehen.
Nach dem Anschluss an das Eisenbahnnetz der am 6. Juni 1895 eröffneten und 1934 elektrifizierten Strecke der Riesengebirgsbahn GmbH wurden verschiedene metallverarbeitende Industriebetriebe eingerichtet. Außerdem stieg die Bedeutung des Fremdenverkehrs, der während des Ersten als auch während des Zweiten Weltkriegs fast zum Erliegen kam.
Von 1910 bis 1915 wurde die Lomnitztalsperre bei Krummhübel erbaut.
Gegen Ende des Zweiten Weltkriegs wurde die Region um Krummhübel im Frühjahr 1945 von der Roten Armee besetzt. Als Folge des Zweiten Weltkriegs fiel es wie fast ganz Schlesien an Polen und wurde in Karpacz umbenannt. Die deutsche Bevölkerung wurde – soweit sie nicht vorher geflohen war – 1945/46 aus Krummhübel weitgehend vertrieben. Die neu angesiedelten Bewohner waren teilweise Zwangsumgesiedelte aus Ostpolen, das an die Sowjetunion gefallen war.
1960 erhielt Karpacz das Stadtrecht. Nach der Politischen Wende 1989 hat die Stadt als internationales Touristikzentrum an Bedeutung gewonnen.

## Sehenswürdigkeiten

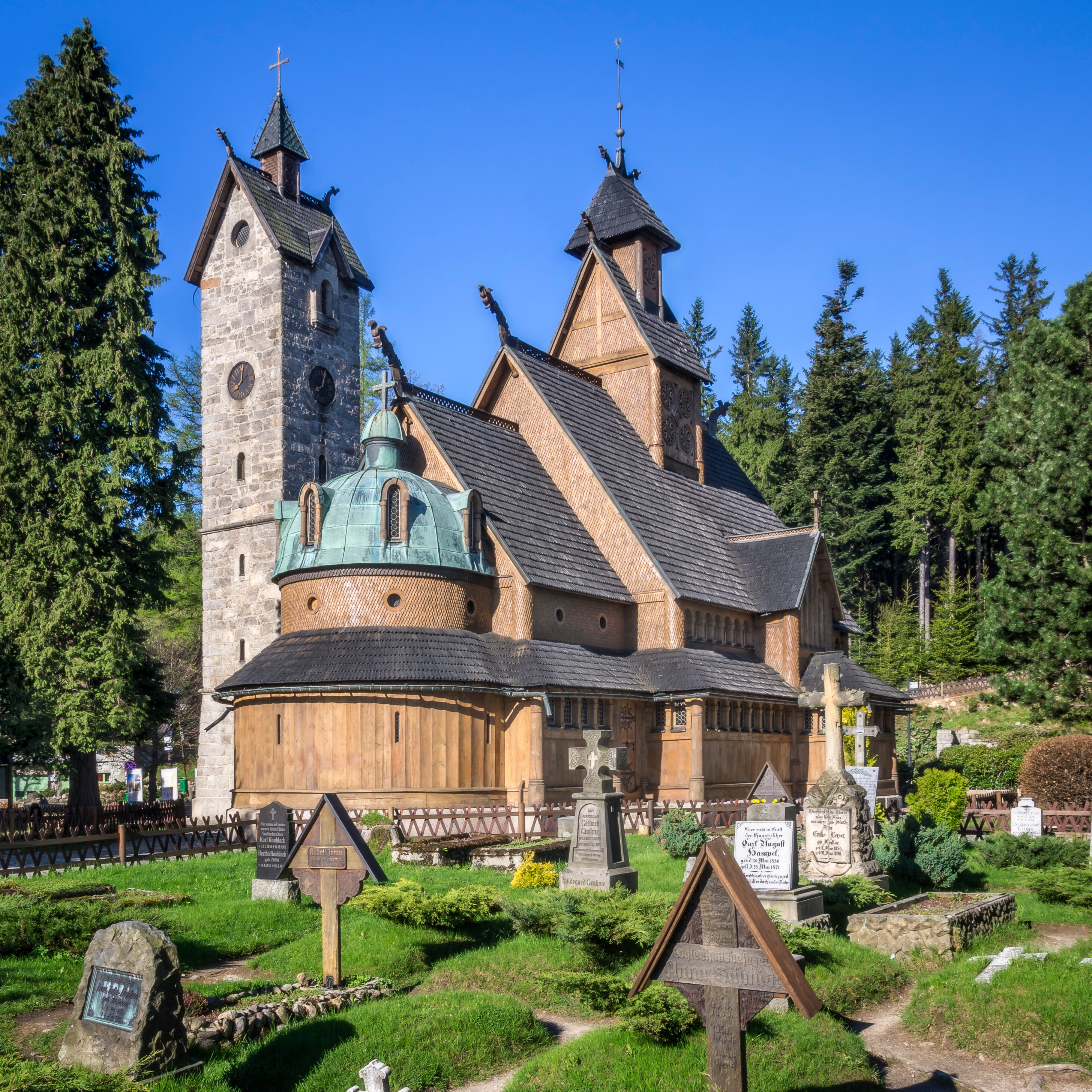
Stabkirche Wang

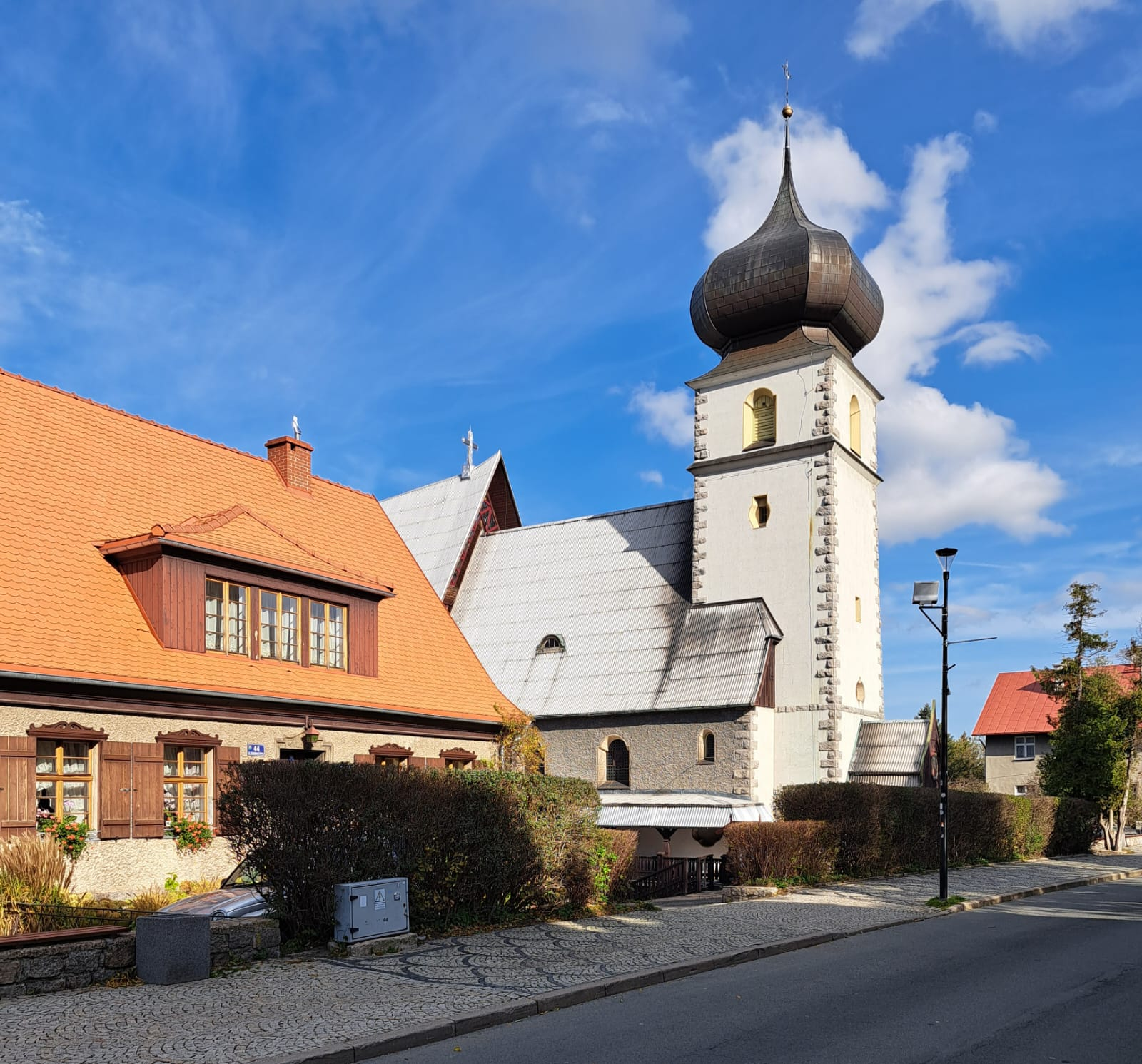
Ortsbild mit der Kirche Mariä Heimsuchung

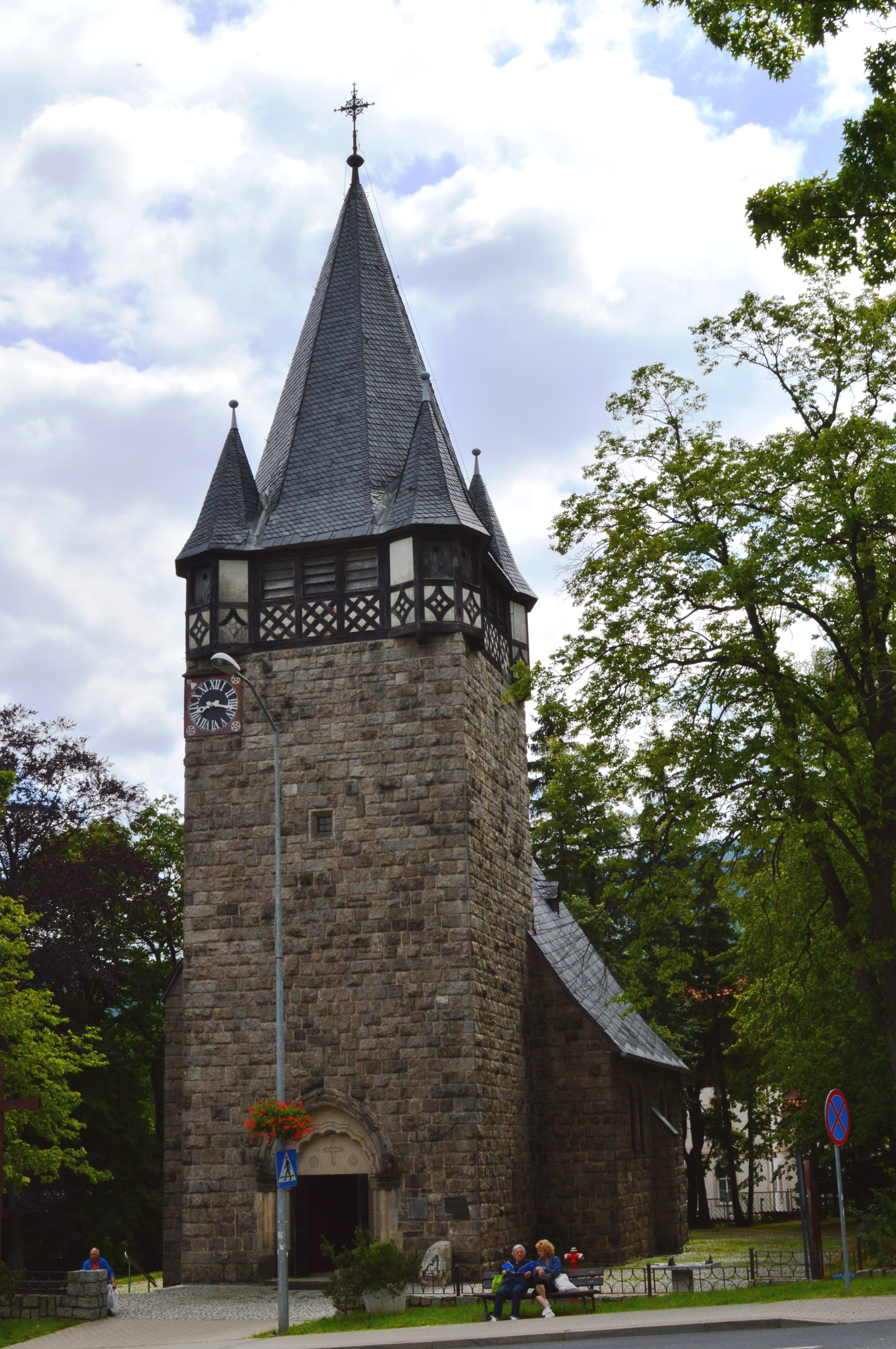
Herz-Jesu-Kirche

- Kirche Wang, eine aus Norwegen stammende Stabkirche im Ortsteil Brückenberg (heute: Karpacz Górny). Sie besteht in allen Teilen aus Holz, nur der Turm ist gemauert. Sie wurde im 13. Jahrhundert in Norwegen erbaut und 1841 auf Initiative der Gräfin Friederike von Reden, in Einzelteilen zerlegt, nach Krummhübel transportiert und dort wieder aufgebaut.
- Herz-Jesu-Kirche (eingeweiht 1908 als evangelische Kirche)
- Kirche Mariä Heimsuchung (1910)
- Kapelle St. Laurentius auf dem Schnee, im 17. Jahrhundert erstmals erwähnt und im 19. Jahrhundert baulich erneuert
- Rathaus im Stadtzentrum, ein kirchenähnliches Bauwerk mit einem klassizistischen Basisgebäude und einem hohen kupfergedeckten neobarocken Turm[7]
- Ehemaliges Jagdschloss, heute als Schule genutzt
- Brotbaude im Stadtzentrum, Theodor Fontanes Herberge während mehrerer Sommerurlaube

## Wappen
Das Wappen ist ein dreigeteiltes Schild. Im schwarzen Umrandungsfeld erscheint der Name des Ortes in silbernen Versalien. Im oberen Feld symbolisieren die Farben weiß, blau und rot die Berglandschaft, über die eine goldene Sonne ihre Strahlen breitet. Das rechte untere Feld enthält drei stilisierte braune, mit gold umrandete Fichten auf grünem Grund. Das linke untere Feld mit drei stilisierten Fischen auf blauem Grund verweist auf die früher hier betriebene Fischzucht.
Das heutige Wappen wurde im Jahr 2005 von der Stadtverwaltung Karpacz eingeführt. Da die Farbgebung nicht ganz den heraldischen Anforderungen entspricht, werden auch andere Wappen verwendet: Im oberen breiten Feld erscheint der Berg in blau und silber, über dem die Sonne aufsteigt, rechts unten sind drei goldene Fichten auf grünem Grund und daneben drei silberne Fische auf blauem Grund angeordnet.

## Städtepartnerschaften

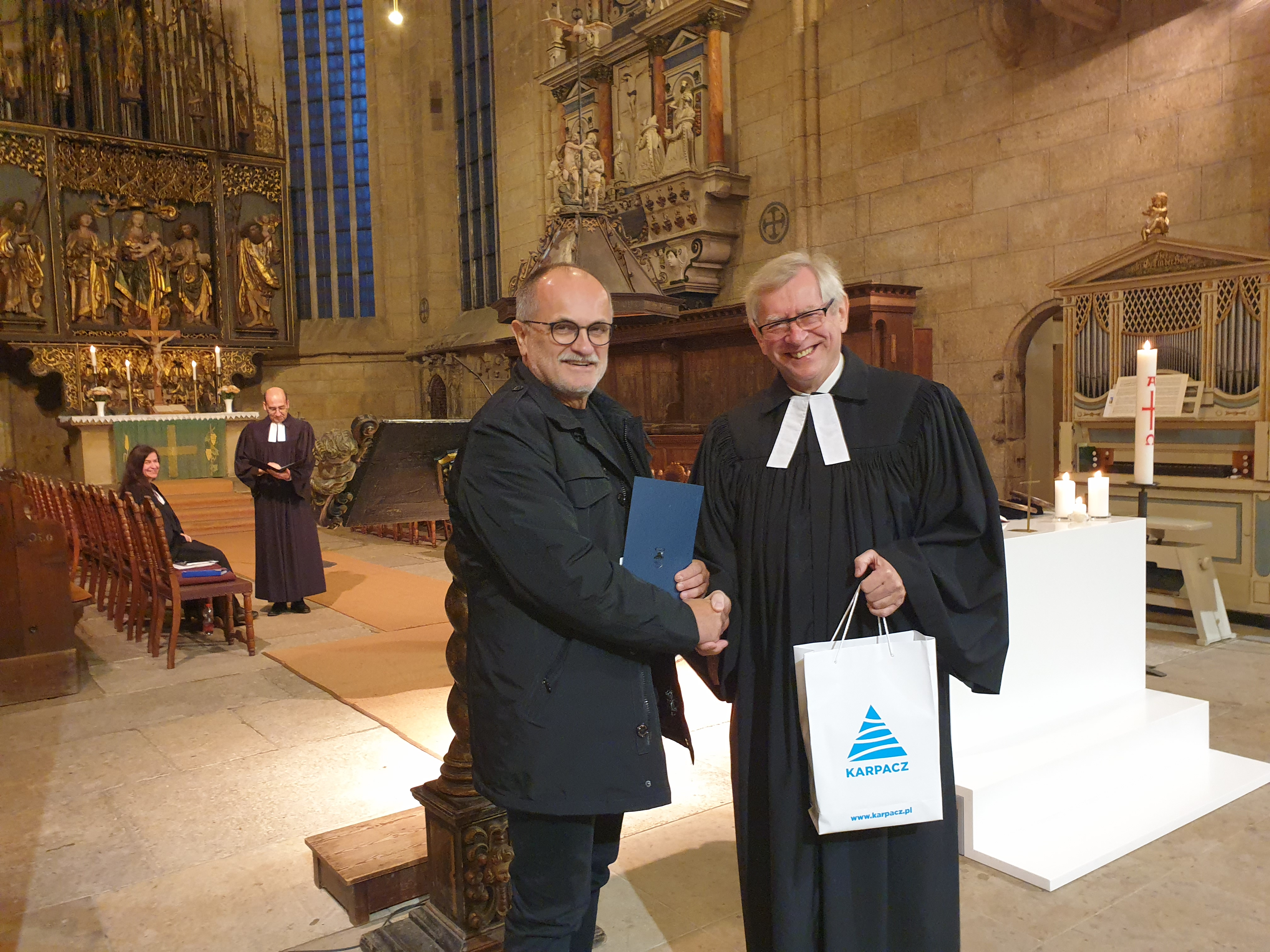
Besuch des ökumenischen Chores der Kirche Wang in Kamenz im Oktober 2022: Pfarrer Edwin Pech überbringt die Grüße des Bürgermeisters aus Karpacz

Karpacz unterhält Städtepartnerschaften mit
- Gdynia in Polen,
- Kamenz in Deutschland (Sachsen)
- Reichenbach/O.L. in Deutschland (Sachsen) und
- Hammel, Favrskov Kommune in Dänemark.

Außerdem besteht eine Städtefreundschaft mit Oberwiesenthal in Deutschland (Sachsen).

## Tourismus
Ihre Lage macht die Stadt neben Szklarska Poręba (Schreiberhau) zum wichtigsten Zentrum des polnischen Tourismus im Riesengebirge. Die Stadt ist Ausgangsbasis für Wanderungen ins Riesengebirge, das in großem Umfang ein Nationalpark ist, bietet Möglichkeiten für Wintersport (→Skigebiet Kopa, Skigebiet Biały Jar) und verfügt über ca. 8500 Gästebetten. Als besondere Attraktionen stehen den Touristen Rodelbahnen (traditionelle und eine witterungsunabhängige Alpine Coaster) zur Verfügung. In den Jahren 1923, 1929 und 1934 wurden in Krummhübel die deutschen Meisterschaften im Rennrodeln ausgetragen, im Jahre 1938 im Ortsteil Brückenberg.
In Karpacz befindet sich mit der Orlinek eine K85-Skisprungschanze, auf der die Sprungwettbewerbe der Junioren-Weltmeisterschaft 2001 ausgetragen wurden.

## Verkehr

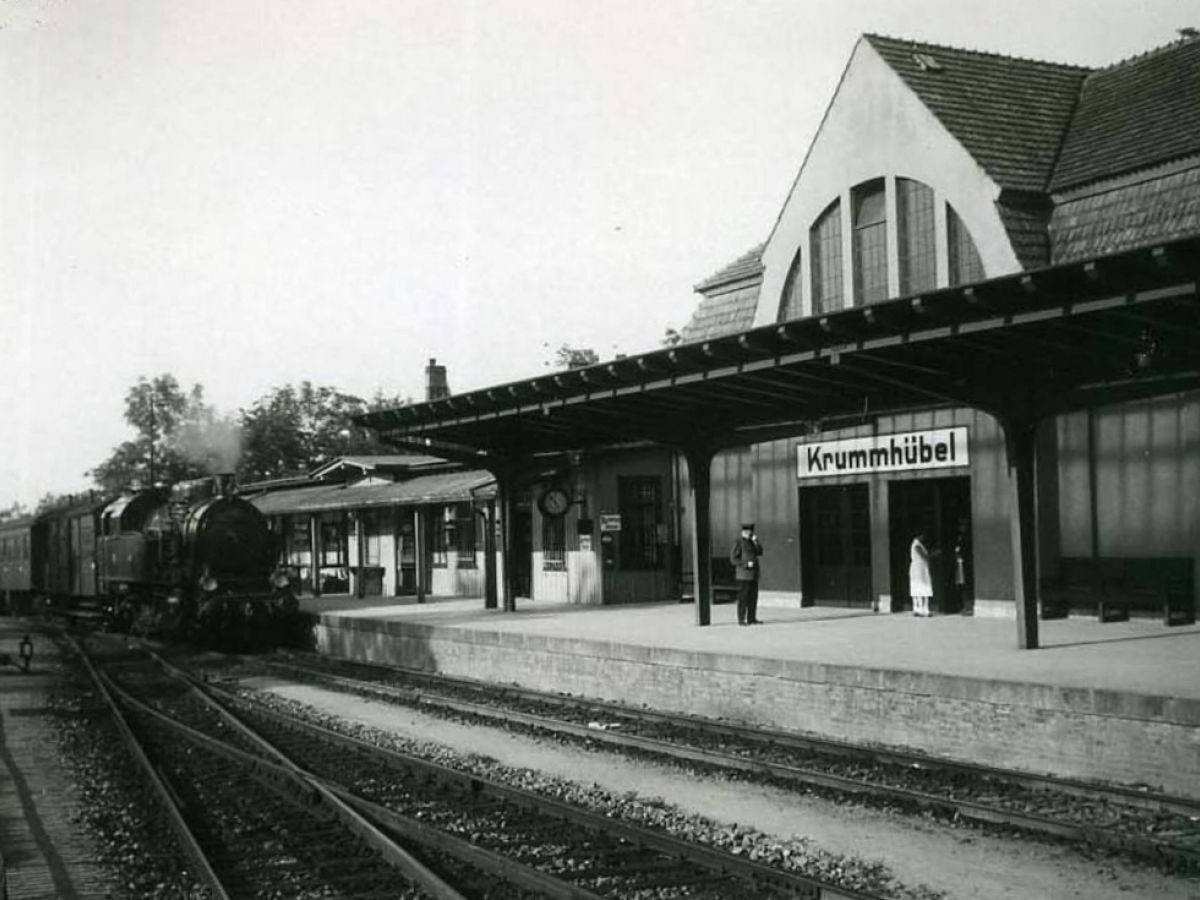
Bahnhof Krummhübel

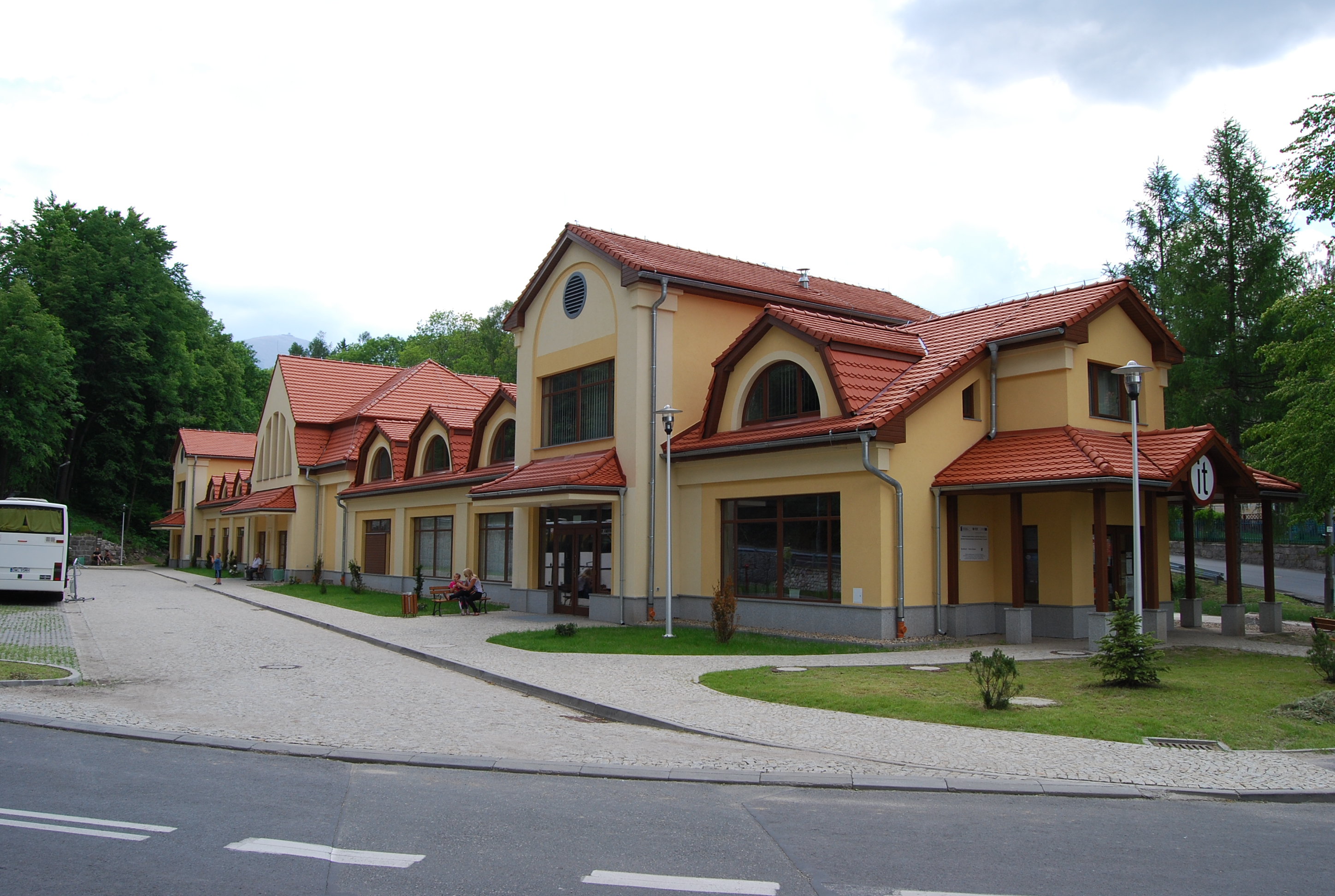
Das frühere Empfangsgebäude des Bahnhofes dient heute als Zentrum für Kultur und Tourismus. Außerdem beherbergt es ein Spielzeug-Museum.

Karpacz ist über die Droga wojewódzka 366 mit Jelenia Góra und den umliegenden Orten verbunden. Der Bahnhof von Karpacz ist Endpunkt der Bahnstrecke Mysłakowice–Karpacz, auf der seit 2025 wieder Personenzugverkehr auf der Relation Jelenia Góra–Karpacz besteht, der im Jahr 2000 eingestellt worden war.

## Krummhübel in Legenden, in der Literatur und eine angebliche Gravitationsanomalie
Der Legende nach soll der Riese und Berggeist Rübezahl hier gewohnt haben. In der Literatur wurde Krummhübel unter anderem durch die Erzählung Die Laboranten von Krummhübel von Hans Reitzig berücksichtigt. Die sogenannten Laboranten, Laienapotheker, die den Reichtum an Kräutern in der Gegend zur Herstellung von Arzneien nutzten, vermarkteten diese bis nach Polen und Russland. Der letzte Laborant, Ernst August Zölfel, starb 1894. Dieses Thema griff ebenfalls Theodor Fontane auf, der zahlreiche Sommer in Krummhübel verbrachte und sich von einem ungeklärten Mordfall an einem Krummhübeler Förster zu seinem Roman Quitt inspirieren ließ.
Neben einer Straßenbrücke über die Große Lomnitz (Łomnica) weist ein Stein auf eine angebliche Gravitationsstörung hin, bei der es sich jedoch in Wirklichkeit um eine optische Täuschung handelt: Autos, Flaschen und Bälle rollen auf der Straße scheinbar bergauf. Tatsächlich hat die Straße auf diesem Teilstück jedoch ein Gefälle. Die Unübersichtlichkeit des umliegenden Geländes führt zu dieser Sinnestäuschung.

## Veranstaltungsort einer Tagung von NS-Funktionären im April 1944
Am 3. und 4. April 1944 wurde in Krummhübel, einem kriegsbedingten Ausweichquartier des Auswärtigen Amtes, eine „Arbeitstagung der Judenreferenten“ von zwölf europäischen diplomatischen Vertretungen des AA durchgeführt. Das Treffen wurde initiiert von der von Ribbentrop eingerichteten Informationsstelle Antijüdische Auslandsaktion und konkret vorgeschlagen von dem Verbindungsmann Ribbentrops zu Himmler, Horst Wagner. Auf dieser Tagung verständigten sich die Teilnehmer auf eine Intensivierung der judenfeindlichen Propaganda in Europa. Franz Alfred Six forderte die „physische Beseitigung der Ostjuden“, wie der Judenreferent des AA Eberhard von Thadden protokollierte. Rudolf Schleier leitete die Sitzungen. Weitere bekannte Teilnehmer der Aktion waren Harald Leithe-Jasper, Adolf Mahr, Gustav Richter, Heinz Ballensiefen, Peter Klassen, Botschaft Paris, Hans-Otto Meissner, Generalkonsulat Mailand, Hans Hagemeyer und Ernst Kutscher. Konkrete Einzelheiten über die Shoah, die während der Tagung mitgeteilt wurden, sollten ausdrücklich nicht ins Protokoll genommen werden. Die Tagung sollte als Start für eine „Antijüdische Auslandsaktion“ (oder „Antijüdische Aktionsstelle“) dienen.
Bevölkerungsentwicklung
| Jahr | Einwohner | Anmerkungen                            |
| ---- | --------- | -------------------------------------- |
| 1840 | 0604      | meist Evangelische, in 102 Wohnhäusern |
| 1900 | 0837      | [ 4 ]                                  |
| 1933 | 2298      | [ 13 ]                                 |
| 1939 | 2205      | [ 13 ]                                 |
| 2015 | 4888      |                                        |

## Persönlichkeiten

### Söhne und Töchter des Ortes
- Wolfram Aust (1932–2012), deutscher Mediziner im Fachgebiet Orthoptik
- Ju Sobing (* 1944), deutsche Schriftstellerin, Lyrikerin und Künstlerin

### Weitere Persönlichkeiten, die mit der Stadt in Verbindung stehen
- Friederike von Reden (1774–1854), Gattin des preußischen Ministers Friedrich Wilhelm Graf von Reden, setzte sich für den Aufbau der Stabkirche Wang in Krummhübel ein
- Johan Christian Clausen Dahl (1788–1857), norwegischer Landschaftsmaler, organisierte den Ab- und Aufbau der Stabkirche Wang
- Carl Ernst Morgenstern (1847–1928), deutscher Landschaftsmaler, lebte und starb im Wolfshau (Stadtteil von Krummhübel)
- Bogumil Zepler (1858–1918), Komponist, starb in Krummhübel
- Alfred Nickisch (1872–1948), Landschaftsmaler, lebte bis 1945 in Krummhübel
- Robert Ebel (1874–1930), Komponist, verstarb in Krummhübel
- Max von Schenckendorff (1875–1943), deutscher General der Infanterie, verstarb in Krummhübel
- Else Ury (1877–1943), deutsche Schriftstellerin und Kinderbuchautorin sowie Opfer des NS-Regimes; besaß ein Ferienhaus in Krummhübel.
- Margarete Wessel (1881–1970), Mutter von Horst Wessel, lebte in Krummhübel
- Friedrich Schneider (1882–1945), deutscher Jurist und Polizeibeamter, verstarb in Krummhübel
- Friedrich Iwan (1889–1967), Maler, lebte zeitweise in Krummhübel
- Günther Schulemann (1889–1964), römisch-katholischer Theologe, lebte im Krummhübeler Stadtteil Brückenberg
- Walther Wüster (1901–1949), Diplomat, leitete das Quartiersamt der Ausweichstelle des Auswärtigen Amtes in Krummhübel
- Gerhart Pohl (1902–1966), Schriftsteller, lebte in Krummhübel
- Peter Alfons Steiniger (1904–1980), Schriftsteller und Jurist, lebte bis 1945 in Krummhübel
- Henryk Tomaszewski (1919–2001), Schauspieler, vermachte der Stadt Karpacz seine Spielesammlung
- Percy Stulz (1928–2018), deutscher Historiker, verbrachte seine Kindheit in Krummhübel
- Ryszard Witke (1939–2020), polnischer Skispringer, lebte und verstarb in Karpacz
- Eustachy Rylski (* 1944), polnischer Schriftsteller, absolvierte sein Abitur in Karpacz
- Mateusz Sochowicz (* 1996), polnischer Rennrodler, lebt in Karpacz